# Verbascum sinuatum

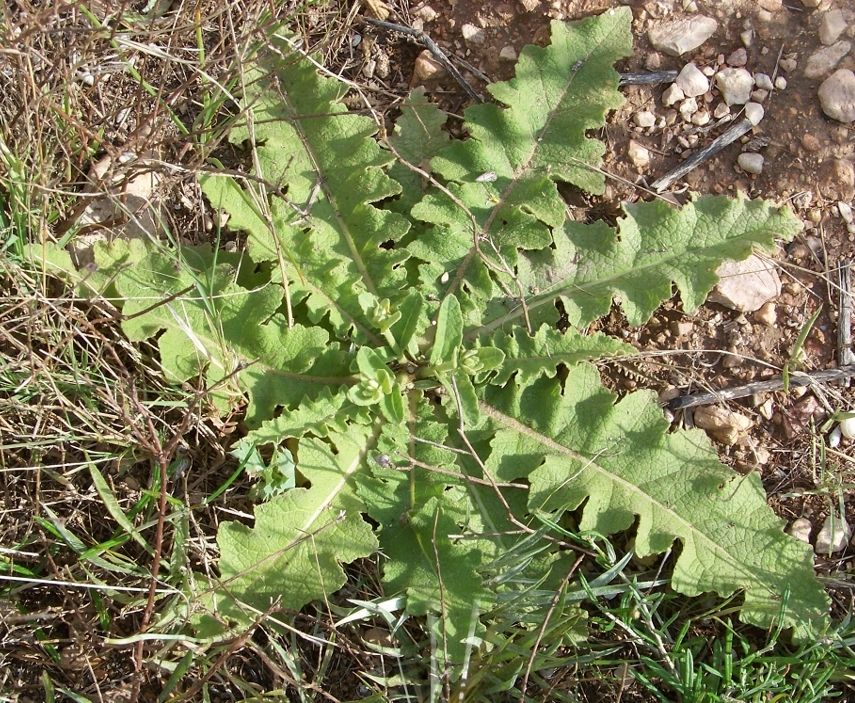
Roseta basal de hojas con escapes florales incipientes.

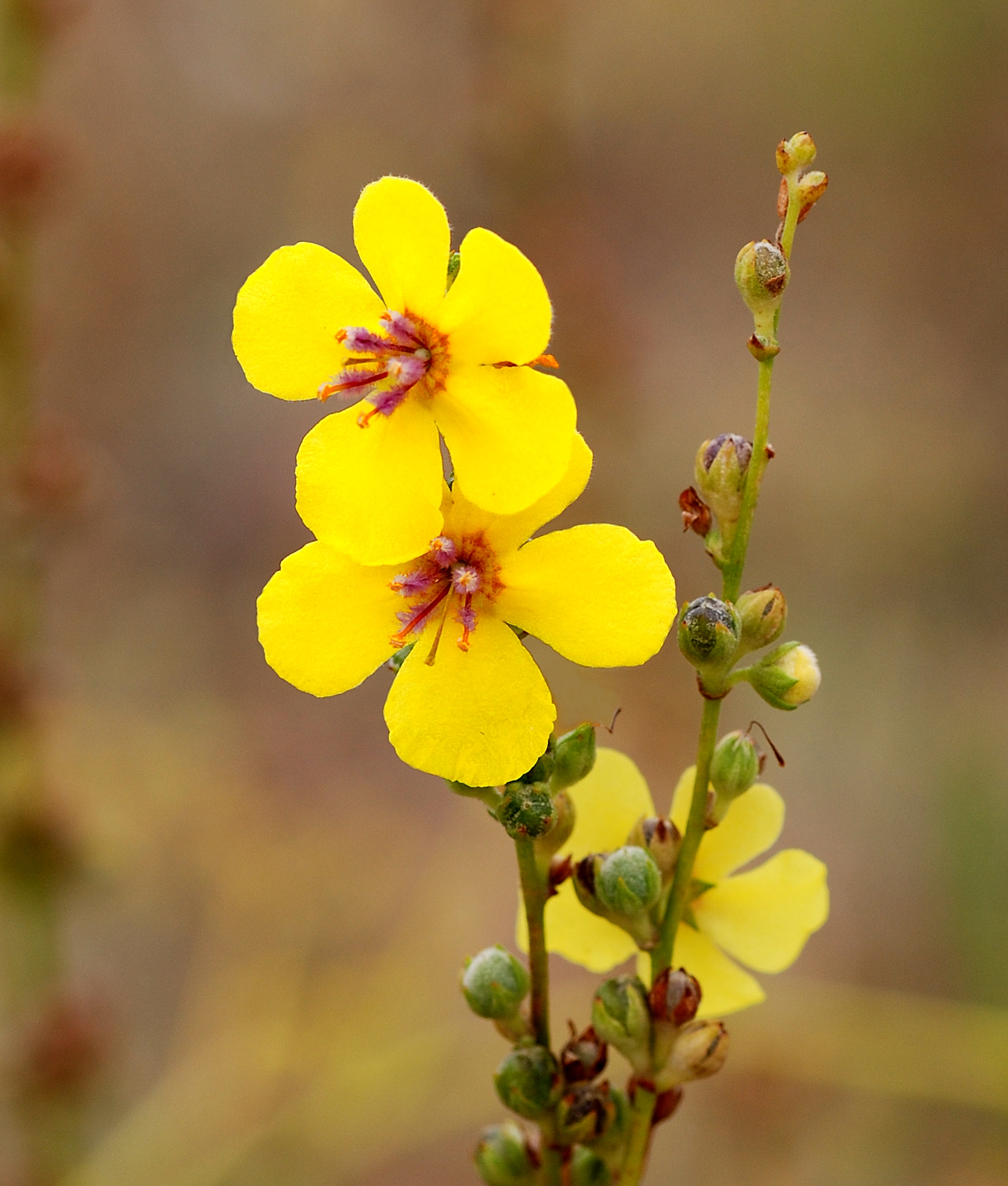
Inflorescencia

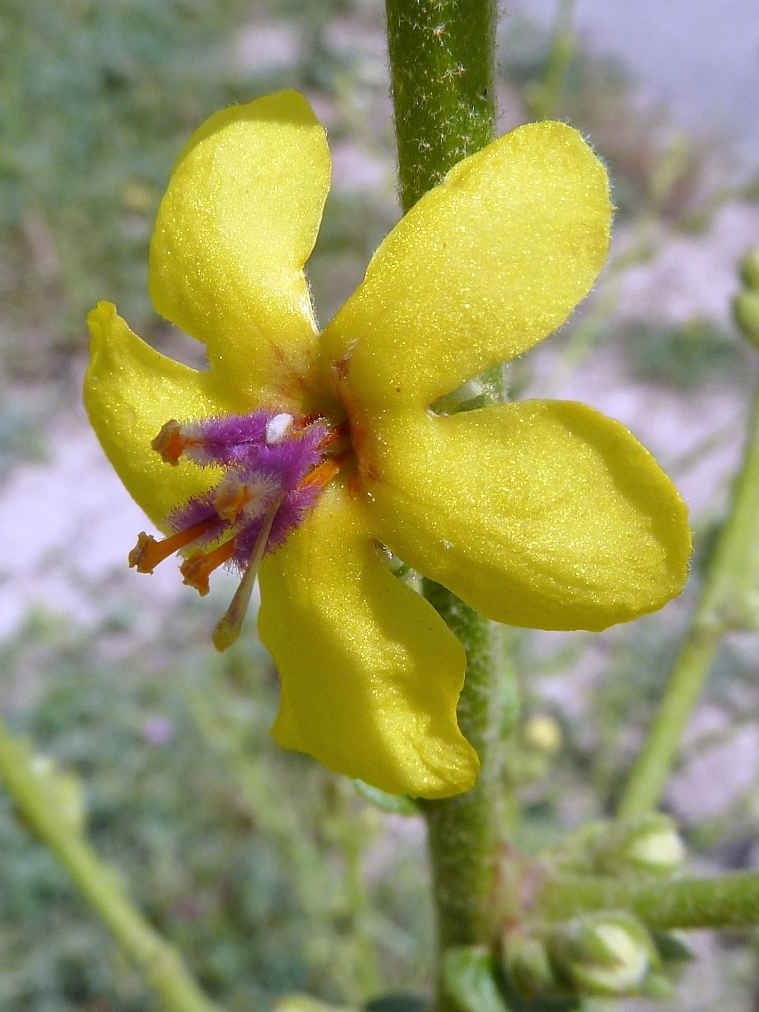
Flor, detalle

Verbascum sinuatum es una especie de planta herbácea perteneciente al género Verbascum, dentro de la familia Scrophulariaceae.

## Descripción
Planta bienal que alcanza una altura superior al metro, muy ramificada. Las hojas en roseta son grandes, lobuladas y onduladas. En el tallo de algo más de un centímetro de grosor se encuentran otro tipo de hojas más pequeñas y múltiples ramas de estas precisamente salen las inflorescencias.
Toda la planta esta cubierta de una pelusa aterciopelada blanca (indumento) formada por pelos tectores estrellados (tricomas). Brácteas cordiformes. Las flores amarillas, pentameras, de hasta 3 cm de diámetro, con los cinco estambres con lo que cuenta cubiertos de pelos violáceos o purpúreos.

## Distribución
Desde el Sur de Europa y África del Norte (incluidas las Islas Canarias) hasta Irán al Este.
En la península ibérica está ausente de Galicia y tiene escasa presencia en la zona Cantábrica; común en bordes de viales en terreno abierto, seco y soleado.
Es bastante frecuente en la Comunidad Valenciana y Cavanilles, en su obra cumbre sobre el Reino de Valencia lo cita en numerosas ocasiones con el nombre de Gordolobo sinuado como sucede, por ejemplo, en la página 166 del primer tomo ()

## Usos
Es una especie usada en jardinería.
En medicina tradicional popular, la raíz del Verbascum sinuatum se ha utilizado como cicatrizante y también para enfermedades respiratorias.

## Curiosidades
Nos cuenta Pío Font Quer en su Dioscórides renovado: «Esta especie, se llama en Valenciano, ploranera y ressentida, equivalentes al de flor de la vergüenza, y, tal vez al de tienta yernos, por cuanto, poco después de golpearle el tallo, van desprendiéndose sus flores abiertas, una a una, como si resistiéndose de los golpes que le propinaron, la planta se pusiera a llorar y a soltar lágrimas».

## Taxonomía
Verbascum sinuatum fue descrita por Carlos Linneo y publicado en Species Plantarum, vol. 1, p. 178, 1753.
Citología
Número de cromosomas: 2n=30
Etimología
- Verbascum: nombre genérico que deriva del vocablo latino Barbascum (barba), refiriéndose a la vellosidad que cubre la planta.
- sinuatum: epíteto latino que significa "con filo ondulado".[4]

Sinonimia
- Verbascum sinuatum var. arnaizii Sennen
- Verbascum sinuatum var. pallidiflorum Pau
- Verbascum sinuatum var. subulatum Rouy in Rouy & Foucaud
- Verbascum scabrum C.Presl
- Verbascum rotundatum Jahand. & Maire
- Verbascum gileadense Post
- Verbascum gaillardotii Boiss.
- Verbascum gadarense Post
- Verbascum ceccarinianum Boiss. & Heldr. in Boiss.
- Lychnitis sinuata (L.) Fourr.
- Celsia sinuata (L.) Colla
- Thapsus sinuatum Raf.

## Nombresvernáculos
- Acigustre, acigutre, acilutre, alcigutre, amargos, barbasco dos herbolarios, bordolobo, candelera, cenicero, escobón, flor de la vergüenza, gordolobo, gordolobo sinuado, gordolobo cenicero, guardolobo, hierba de las maldiciones, mastrarzos, mata de las maldiciones, probayerno, probayernos, romanza, tienta yernos, tientayernos, toba, torcías, tripo, verbasco, verbasco ondeado, verbasco sinuado.[5]